# Cher (zangeres)
Cher, geboren als Cheryl Sarkisian (El Centro, 20 mei 1946), is een Amerikaans zangeres en actrice van Armeense afkomst.

## Biografie
Cher werd geboren in El Centro in Californië. Ze werd bekend van het rock-'n-rollduo Sonny & Cher, samen met haar toenmalige echtgenoot Sonny Bono. Ook maakte ze toen al solo-opnamen. Sonny en Cher scheidden in 1975. Cher hertrouwde met rock-'n-rollzanger Gregg Allman en scheidde weer in 1979. Later volgden relaties met bassist Gene Simmons van Kiss en gitarist Les Dudek. Ze heeft twee kinderen.
Behalve zangeres werd Cher ook actrice. Ze speelde onder meer in de films The Witches of Eastwick, Mamma Mia: Here We Go Again!, Mermaids, Silkwood, Mask, Burlesque, Suspect, Tea with Mussolini en Moonstruck. Voor de laatste film ontving ze in 1988 een Oscar voor beste actrice.
Als zangeres en musical-ster scoorde Cher in 1993 nog een grote hit met een heruitgave van I got you babe, samen met het tekenfilmduo Beavis and Butt-head van MTV. Eind 1998 scoorde ze de grootste hit uit haar carrière met Believe, een wereldwijde nummer 1-hit (waaronder in Nederland en Vlaanderen). Cher scoorde tijdens haar loopbaan ook grote hits met nummers als Bang bang (My baby shot me down), Gypsys, tramps & thieves, Half-breed, Dark lady, If I could turn back time en The shoop shoop song (It's in his kiss).
In 2010 kwam ze terug als actrice en zangeres in de film Burlesque. Voor deze film maakte ze de single You haven't seen the last of me. Op 18 juni 2013 kwam de single Woman's world uit – Cher zong het tijdens de finale van The Voice. Haar nieuwe album Closer to the truth kwam op 24 september 2013 uit. Andere singles van dit album zijn I hope you find it, Take it like a man en Walk alone.
In 2018 speelde zij in de filmmusical Mamma Mia! Here We Go Again als excentrieke oma en zong onder meer met Andy García het duet Fernando. Niet veel later verscheen ook het album Dancing Queen waarop Cher diverse ABBA-hits uitvoerde. In 2023 bracht de zangeres haar allereerste kerstalbum Christmas uit, met een mix van kerstcovers en nieuw geschreven kerstliedjes.

## Discografie

### Albums
| Album met eventuele hitnotering(en) in de Nederlandse Album Top 100 | Datum van verschijnen | Datum van binnenkomst | Hoogste positie | Aantal weken | Opmerkingen                                                      |
| ------------------------------------------------------------------- | --------------------- | --------------------- | --------------- | ------------ | ---------------------------------------------------------------- |
| Love hurts                                                          | 1991                  | 06-07-1991            | 38              | 16           |                                                                  |
| Greatest hits 1965-1992                                             | 1992                  | 21-11-1992            | 27              | 22           | Verzamelalbum / Platina                                          |
| Believe                                                             | 25-10-1998            | 26-12-1998            | 7               | 53           | Platina                                                          |
| VH-1 Diva's Live 99                                                 | 02-11-1999            | 06-11-1999            | 41              | 12           | met Whitney Houston, Tina Turner & Brandy / Livealbum            |
| The greatest hits                                                   | 05-11-1999            | 13-11-1999            | 2               | 27           | Verzamelalbum                                                    |
| Divas Las Vegas                                                     | 28-12-2002            | 04-01-2003            | 93              | 2            | met Céline Dion, Dixie Chicks, Shakira, Anastacia & Stevie Nicks |
| The very best of Cher                                               | 29-08-2003            | 04-10-2003            | 60              | 7            | Verzamelalbum                                                    |
| Burlesque                                                           | 19-11-2010            | 08-01-2011            | 78              | 2            | met Christina Aguilera / Soundtrack                              |
| Closer to the truth                                                 | 05-10-2013            | 12-10-2013            | 41              | 1            |                                                                  |
| Dancing Queen                                                       | 28-09-2018            | 04-10-2018            | 18              | 2            |                                                                  |
| Christmas                                                           | 20-10-2023            | 30-12-2023            | 54              | 1            |                                                                  |

| Album met hitnotering(en) in de Vlaamse Ultratop 200 albums | Datum van verschijnen | Datum van binnenkomst | Hoogste positie | Aantal weken | Opmerkingen                                                      |
| ----------------------------------------------------------- | --------------------- | --------------------- | --------------- | ------------ | ---------------------------------------------------------------- |
| Believe                                                     | 26-10-1998            | 12-12-1998            | 3(4wk)          | 46           |                                                                  |
| The greatest hits                                           | 05-11-1999            | 20-11-1999            | 6               | 19           | Verzamelalbum                                                    |
| Divas Las Vegas                                             | 28-11-2002            | 30-11-2002            | 50              | 1            | met Céline Dion, Dixie Chicks, Shakira, Anastacia & Stevie Nicks |
| The very best of Cher                                       | 29-08-2003            | 20-09-2003            | 29              | 4            | Verzamelalbum                                                    |
| Live - The farewell tour                                    | 21-05-2004            | 26-06-2004            | 82              | 2            | Livealbum                                                        |
| Burlesque                                                   | 19-11-2010            | 08-01-2011            | 86              | 5            | met Christina Aguilera / Soundtrack                              |
| Closer to the truth                                         | 04-10-2013            | 05-10-2013            | 65              | 9            |                                                                  |
| Dancing Queen                                               | 28-09-2018            | 06-10-2018            | 7               | 7            |                                                                  |
| Christmas                                                   | 20-10-2023            | 28-10-2023            | 49              | 1            |                                                                  |

### Singles
| Single met eventuele hitnotering(en) in de Nederlandse Top 40 | Datum van verschijnen | Datum van binnenkomst | Hoogste positie | Aantal weken | Opmerkingen                                                                |
| ------------------------------------------------------------- | --------------------- | --------------------- | --------------- | ------------ | -------------------------------------------------------------------------- |
| All I really want to do                                       | 1965                  | 28-08-1965            | 15              | 10           |                                                                            |
| Bang bang (My baby shot me down)                              | 1966                  | 16-04-1966            | 16              | 10           |                                                                            |
| Sunny                                                         | 1966                  | 24-09-1966            | 2               | 13           |                                                                            |
| Gypsies, tramps & thieves                                     | 1971                  | 27-11-1971            | 25              | 8            | nr. 23 in de Hilversum 3 Top 30                                            |
| Half-breed                                                    | 1973                  | -                     | -               | -            |                                                                            |
| Dark lady                                                     | 1974                  | 02-02-1974            | 17              | 6            | nr. 15 in de Hilversum 3 Top 30 / Alarmschijf                              |
| Dead ringer for love                                          | 1981                  | 07-11-1981            | 32              | 3            | met Meat Loaf / nr. 39 in de Nationale Hitparade                           |
| I found someone                                               | 1987                  | -                     |                 |              | nr. 94 in de Nationale Hitparade Top 100                                   |
| If I could turn back time                                     | 1989                  | 23-09-1989            | 6               | 9            | nr. 4 in de Nationale Hitparade Top 100 / Veronica Alarmschijf Radio 3     |
| The shoop shoop song (It's in his kiss)                       | 1991                  | 08-06-1991            | 5               | 10           | nr. 5 in de Nationale Top 100                                              |
| Love and understanding                                        | 1991                  | 10-08-1991            | 9               | 8            | nr. 13 in de Nationale Top 100 / Veronica Alarmschijf Radio 3              |
| I got you babe                                                | 1993                  | 25-12-1993            | 9               | 9            | met Beavis and Butt-head / nr. 10 in de Mega Top 50 /Megahit               |
| Love Can Build a Bridge                                       | 1995                  | 15-04-1995            | tip4            | -            | met Chrissie Hynde, Neneh Cherry & Eric Clapton / nr. 41 in de Mega Top 50 |
| Walking in Memphis                                            | 1995                  | 11-11-1995            | tip5            | -            | nr. 44 in de Mega Top 50                                                   |
| Believe                                                       | 1998                  | 21-11-1998            | 1(1wk)          | 24           | nr. 1 in de Mega Top 100 / Platina                                         |
| Strong Enough                                                 | 1999                  | 20-03-1999            | 11              | 14           | nr. 11 in de Mega Top 100                                                  |
| All or nothing                                                | 1999                  | 03-07-1999            | tip14           | -            | nr. 61 in de Mega Top 100                                                  |
| Dov'è l'amore                                                 | 1999                  | 27-11-1999            | tip4            |              | nr. 53 in de Mega Top 100                                                  |
| Più che puoi                                                  | 2001                  | 19-05-2001            | tip5            | -            | met Eros Ramazzotti / nr. 43 in de Mega Top 100                            |
| The music's no good without you                               | 2001                  | 24-11-2001            | 21              | 5            | nr. 25 in de Mega Top 100                                                  |
| DJ Play a Christmas song                                      | 2023                  | 16-12-2023            | Single tip 11   | -            | nr. 100 in de Single Top 100                                               |

| Single met hitnotering(en) in de Vlaamse Ultratop 50 | Datum van verschijnen | Datum van binnenkomst | Hoogste positie | Aantal weken | Opmerkingen             |
| ---------------------------------------------------- | --------------------- | --------------------- | --------------- | ------------ | ----------------------- |
| I got you babe                                       | 17-06-1965            | 01-09-1965            | 12              | 12           | Sonny & Cher            |
| Sing c'est la vie                                    | 14-05-1965            | 01-11-1965            | 1(4wk)          | 24           | Sonny & Cher            |
| What now my love?                                    | 03-01-1966            | 09-04-1966            | 10              | 6            | Sonny & Cher            |
| Bang bang (my baby shot me down)                     | 06-03-1966            | 28-05-1966            | 9               | 9            |                         |
| Little man                                           | 10-09-1966            | 08-10-1966            | 1(2wk)          | 13           | Sonny & Cher            |
| The beat goes on                                     | 29-12-1966            | 11-03-1967            | 5               | 11           | Sonny & Cher            |
| Gypsys, tramps & thieves                             | 03-08-1971            | 18-12-1971            | 27              | 3            |                         |
| All I ever need is you                               | 26-09-1971            | 22-01-1972            | 20              | 2            | Sonny & Cher            |
| Dark lady                                            | 30-12-1973            | 02-03-1974            | 22              | 3            |                         |
| If I could turn back time                            | 01-06-1989            | 21-10-1989            | 6               | 13           |                         |
| Just like Jesse James                                | 01-10-1989            | 24-02-1990            | 38              | 1            |                         |
| The shoop shoop song (it's in his kiss)              | 01-04-1991            | 01-06-1991            | 2               | 15           |                         |
| Love and understanding                               | 21-05-1991            | 31-08-1991            | 9               | 10           |                         |
| I got you babe                                       | 29-11-1993            | 22-01-1994            | 19              | 8            | met Beavis en Butt-Head |
| Believe                                              | 16-10-1998            | 21-11-1998            | 1(1wk)          | 20           |                         |
| Strong enough                                        | 19-02-1999            | 06-03-1999            | 6               | 15           |                         |
| All or nothing                                       | 14-06-1999            | 26-06-1999            | 28              | 10           |                         |
| Dov'è l'amore                                        | 22-10-1999            | 13-11-1999            | 36              | 6            |                         |
| Più che puoi                                         | 07-05-2001            | 05-05-2001            | tip4            | -            | met Eros Ramazzotti     |
| The music's no good without you                      | 12-10-2001            | 24-11-2001            | 28              | 4            |                         |
| Woman's world                                        | 26-08-2013            | 21-09-2013            | tip87           | -            |                         |
| Gimme! Gimme! Gimme! (A man after midnight)          | 2018                  | 25-08-2018            | tip37           | -            |                         |

### NPO Radio 2 Top 2000
| Nummers met noteringen in de NPO Radio 2 Top 2000 | '00  | '01  | '02  | '03  | '04  | '05  | '06  | '07  | '08  | '09  | '10  | '11  | '12-'17 | '18  | '19  | '20  | '21  | '22-'23 | '24  |
| ------------------------------------------------- | ---- | ---- | ---- | ---- | ---- | ---- | ---- | ---- | ---- | ---- | ---- | ---- | ------- | ---- | ---- | ---- | ---- | ------- | ---- |
| Believe                                           | -    | 919  | 1004 | 1044 | 1159 | 1462 | 1723 | -    | 1742 | -    | -    | -    | -       | 1824 | -    | -    | -    | -       | 1816 |
| Gypsys, Tramps & Thieves                          | 1963 | -    | 1578 | -    | -    | -    | -    | -    | -    | -    | -    | -    | -       | -    | -    | -    | -    | -       | -    |
| If I Could Turn Back Time                         | 833  | 1514 | 1139 | 1543 | 1173 | 1748 | 1765 | 1841 | 1604 | 1962 | 1748 | 1997 | -       | 1889 | 1869 | 1839 | 1956 | -       | -    |

1. ↑  Een '-' betekent dat het nummer niet was genoteerd en een vetgedrukt getal geeft de hoogste notering van een nummer aan.
2. ↑  2000 was het eerste jaar met een notering voor Cher.

### Dvd's
| Dvd's met hitnoteringen in de DVD Top 30 | Datum van verschijnen' | Datum van binnenkomst | Hoogste positie | Aantal weken | Opmerkingen |
| ---------------------------------------- | ---------------------- | --------------------- | --------------- | ------------ | ----------- |
| The farewell tour                        | 2004                   | 07-02-2004            | 18              | 9            |             |
| The very best of                         | 2004                   | 17-07-2004            | 18              | 1            |             |

| Dvd's met hitnoteringen in de Vlaamse Ultratop muziek-dvd top 10/20 | Datum van verschijnen | Datum van binnenkomst | Hoogste positie | Aantal weken | Opmerkingen |
| ------------------------------------------------------------------- | --------------------- | --------------------- | --------------- | ------------ | ----------- |
| The farewell tour                                                   | 2004                  | 20-03-2004            | 7               | 9            |             |

## Tournees
- 1979–1982: Take Me Home Tour
- 1989–1990: Heart Of Stone Tour
- 1992: Love Hurts Tour
- 1999–2000: Do You Believe? Tour
- 2002–2005: Living Proof: The Farewell Tour
- 2008–2011: Cher At The Colosseum
- 2014: Dressed To Kill Tour
- 2018-2019: Here We Go Again Tour

## Trivia
- Cher is recordhoudster in de Nederlandse Top 40. De periode tussen haar eerste hitnotering All I really want to do in 1965 en haar eerste solo-nummer 1-hit Believe in 1998 duurde het langst, dat was namelijk 33 jaar en 12 weken.
- Ze is de eerste artieste die in zes opeenvolgende decennia een nummer 1-hit scoort in de Amerikaanse hitlijsten.[3]
- Ze is de eerste en enige artiest die in zes opeenvolgende decennia een notering had in de Nederlandse Top 40.[bron?]
- Ze is een van de drie artiesten die op nummer 1 in de Verenigde Staten hebben gestaan én een Oscar voor acteren hebben gewonnen. De andere twee zijn Barbra Streisand en Frank Sinatra.